# ベン・マイルズ
ベン・マイルズ（Ben Miles, 本名：Benjamin Charles Miles、1966年9月29日 - ）は、イングランドの俳優。
ウィンブルドン出身。テレビドラマ『ザ・クラウン』のマーガレット王女のロマンス相手の侍従武官ピーター・タウンゼント役で知られる。

## 主な出演作品

### 映画
- 鳩の翼 The Wings of the Dove (1997)
- マリー・アントワネットの首飾り The Affair of the Necklace (2001)
- マーダー・ネット 3 Blind Mice (2003)
- 四角い恋愛関係 Imagine Me & You (2005)
- Vフォー・ヴェンデッタ V for Vendetta (2005)
- スピード・レーサー Speed Racer (2008)
- ニンジャ・アサシン Ninja Assassin (2009)
- 黄金のアデーレ 名画の帰還 Woman in Gold (2015)
- ザ・キャッチャー・ワズ・ア・スパイ The Catcher Was a Spy (2018)
- ジョーンの秘密 Red Joan (2018)
- テトリス Tetris (2023)
- ナポレオン Napoleon (2023)

### テレビドラマ
- カップリング Coupling (2000-2004)
- フォーサイト家 〜愛とプライド〜 The Forsyte Saga (2002-2003)
- 第一容疑者 姿なき犯人 Prime Suspect: The Last Witness (2003) ミニシリーズ
- 華麗なるペテン師たち Hustle (2004)
- ボン・ボヤージュ Bon Voyage (2006) ミニシリーズ
- ロンドン警視庁犯罪ファイル Trial & Retribution (2008)
- ラークライズ Lark Rise to Candleford (2008)
- アガサ・クリスティー ミス・マープル「ポケットにライ麦を」 Marple: A Pocket Full of Rye (2008)
- ローマ警察殺人課アウレリオ・ゼン 3つの事件 Zen (2011)
- ホロウ・クラウン/嘆きの王冠 The Hollow Crown (2016)
- ブラック・ミラー Black Mirror (2016)
- ザ・クラウン The Crown (2016-2017, 2022)
- ボブとはたらくブーブーズ Bob the Builder (2017-2018) テレビアニメ、声の出演
- コラテラル 真実の行方 Collateral (2018) ミニシリーズ
- ロマノフ家の末裔 〜それぞれの人生〜 The Romanoffs (2018)
- ザ・キャプチャー 歪められた真実 The Capture (2019-)
- DEVILS ～金融の悪魔～ Devils (2020)
- キャシアン・アンドー Andor (2022)
- ハイジャック Hijack (2023)